# 610'erne
Århundreder: 6. århundrede – 7. århundrede – 8. århundrede
Årtier: 560'erne 570'erne 580'erne 590'erne 600'erne – 610'erne – 620'erne 630'erne 640'erne 650'erne 660'erne
År: 610 611 612 613 614 615 616 617 618 619